# Organisation internationale de protection civile
Pour les articles homonymes, voir ICDO.

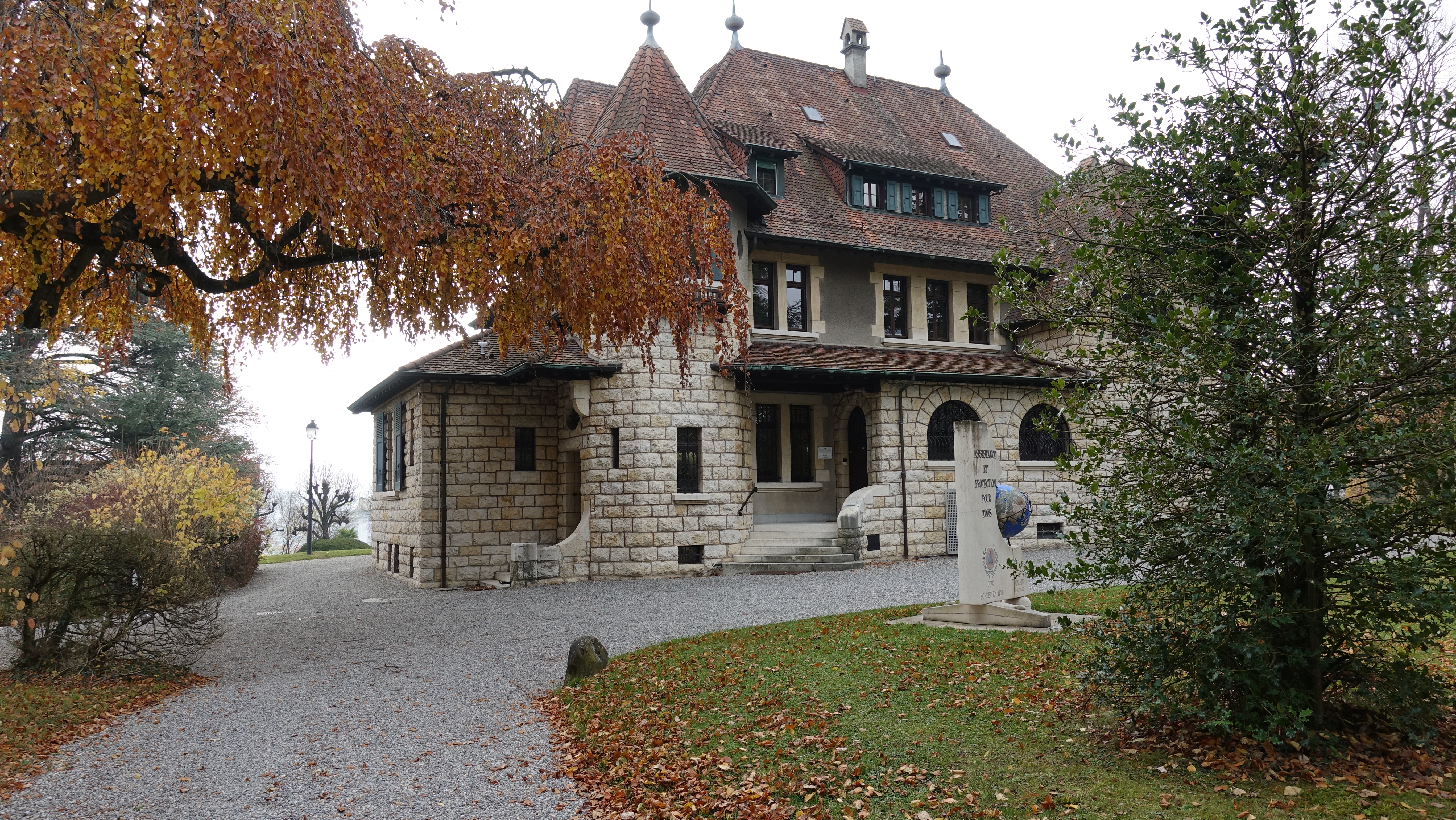
Le bureau de l'Organisation Internationale de Protection Civile à Lancy, Canton de Genève

L’Organisation Internationale de Protection Civile abrégé OIPC, (en anglais International Civil Defence Organisation, abrégé ICDO) , est une organisation intergouvernementale de protection civile.

## Membres

### États membres
| État                             | Date d’admission |
| -------------------------------- | ---------------- |
| Algérie                          | 26.11.1997       |
| Arabie saoudite                  | 01.03.1972       |
| Arménie                          | 01.04.1994       |
| Azerbaïdjan                      | 03.11.1993       |
| Bahreïn                          | 20.03.1990       |
| Bénin                            | 01.03.1972       |
| Bosnie-Herzégovine               | 05.04.1994       |
| Burkina Faso                     | 06.09.1078       |
| Burundi                          | 19.02.2009       |
| Cameroun                         | 17.06.1989       |
| Chypre                           | 01.03.1972       |
| Chine                            | 03.09.1992       |
| Côte d'Ivoire                    | 02.04.1981       |
| Égypte                           | 01.03.1972       |
| Émirats arabes unis              | 16.05.1999       |
| Gabon                            | 01.03.1972       |
| Géorgie                          | 12.01.1995       |
| Ghana                            | 02.08.1974       |
| Guinée                           | 25.10.2007       |
| Guinée-Bissau                    | 13.02.2009       |
| Haïti                            | 30.11.1989       |
| Irak                             | 03.08.1979       |
| Libye                            | 25.09.1972       |
| Jordanie                         | 11.02.1978       |
| Kazakhstan                       | 15.03.1996       |
| Lesotho                          | 25.12.1976       |
| Liban                            | 01.03.1972       |
| Liberia                          | 01.03.1972       |
| Malaisie                         | 06.06.2010       |
| Mali                             | 16.03.1974       |
| Maroc                            | 29.08.1980       |
| Mauritanie                       | 03.04.1972       |
| Moldavie                         |                  |
| Mongolie                         |                  |
| Niger                            |                  |
| Nigeria                          |                  |
| Oman                             |                  |
| Pakistan                         |                  |
| Qatar                            |                  |
| République centrafricaine        |                  |
| République démocratique du Congo |                  |
| République du Congo              |                  |
| Russie                           |                  |
| Salvador                         |                  |
| Sénégal                          |                  |
| Soudan                           |                  |
| Syrie                            |                  |
| Tchad                            |                  |
| Tunisie                          |                  |
| Yémen                            |                  |

### États observateurs
| État           | Date d’admission |
| -------------- | ---------------- |
| Afrique du Sud |                  |
| Chili          |                  |
| Corée du Sud   |                  |
| France         |                  |
| Kirghizistan   |                  |
| Malte          |                  |
| Maurice        |                  |
| Monaco         |                  |
| Nicaragua      |                  |
| Palestine      |                  |
| Portugal       |                  |
| Rwanda         |                  |
| Serbie         |                  |
| Slovaquie      |                  |
| Suisse         |                  |
| Ukraine        |                  |
| Zimbabwe       |                  |

### Membres affiliés
| Membre                                                                                               | Date d’admission |
| --- | ---------------- |
| Council of Arab Interior Ministers                                                                   | 29 octobre 1998  |
| Naif Arab University for Security Sciences                                                           | 29 octobre 1998  |
| Disaster Management Training Center of the Jordan Hashemite Charity Organisation                     | 2 novembre 2000  |
| Entreprise gabonaise de sauvegarde des biens et de l'environnement, Gabon                            | 2 novembre 2000  |
| Union nationale de protection civile, France                                                         | 2 novembre 2000  |
| Conseil national de la protection civile, France                                                     | 2 novembre 2000  |
| Corps mondial de secours, France                                                                     | 2 novembre 2000  |
| Mahafiz-E-Watan, Pakistan                                                                            | 2 novembre 2000  |
| Institute of Civil Protection and Emergency Management                                               | 2 novembre 2000  |
| Fédération suisse de la protection civile, Suisse                                                    | 4 octobre 2002   |
| Scientific and Production Center Rescue Equipment, Russie                                            | 23 novembre 2006 |
| World Agency of Planetary Monitoring and Earthquake Risk Reduction                                   | 4 octobre 2002   |
| International Institute of Security and Safety Management, Inde                                      | 4 novembre 2008  |
| Entreprise saoudienne d'équipement de lutte contre les incendies – Saudi Factory for Fire Equipment  | 2 novembre 2010  |
| Institut de recherche stratégique international pour la protection des populations, France           | 2 novembre 2010  |
| Association nationale d'experts professionnels en protection civile et situations d'urgence, Espagne | 2 novembre 2010  |
| AT-TAQADOM, Jordanie                                                                                 | 2 novembre 2010  |